# El Sardinero (empresa mexicana)
El Sardinero, fue una cadena de supermercados, fundada en 1930 en la Ciudad de México, tuvo sucursales alrededor de la Ciudad de México y el Estado de México, adquirida por Grupo Gigante, actualmente sólo cuenta con servicio en línea, así como en centro de distribución. 

## Historia
A inicios de 1930 El Sardinero se constituye como la primera cadena de autoservicio del país, luego del surgimiento de Sumesa, (esta última se mantiene vigente), la cual abrió sus puertas en 1946,  se inaugura su primera tienda en Santa María La Ribera, especializándose en servicios integrales de alimentación para atender las necesidades de la iniciativa privada, así como del sector público, a través de sus diferentes servicios. A finales de los años 80 adquiere la tienda minorista El Centro Mercantil donde contaba con sucursales en Villa Coapa y Tlatelolco, ambas en Ciudad de México. Las cuáles contaban con comercios dirigidos por el gobierno de ese entonces.
En 1992 tuvo un giro comercial inesperado, luego de la compra de sus 8 tiendas a la cadena de supermercados mexicana Gigante, propiedad de Grupo Gigante, algunas tiendas fueron convertidas a esta mencionada, posteriormente a partir de ese instante sólo ofrecería su servicio a través de su página de internet, donde ofrece diferentes envíos en línea y enCentro de distribución, el cual está ubicado en el municipio de Cuautitlán Izcalli, Estado de México, sobre la Autopista México-Querétaro. 

### Antecedentes y conversión
La sucursal ubicada en Villa Coapa se transformó en una Bodega Aurrera, debido a la cercanía con una tienda Gigante y también a la compra de Grupo Cifra a Wal-Mart, convirtiendo todos los Almacenes Aurrerá en Walmart Supercenter, por lo que la tienda Aurrerá cambió de ubicación al inmueble de El Sardinero antes mencionado.
Otras sucursales si fueron adquiridas y modificadas a formatos de Gigante, como las ubicaciones de Lomas-Virreyes y Atzacoalco, en la actualidad ambas tiendas son parte del formato Soriana Súper. En cambio una sucursal de Cuernavaca permaneció poco tiempo luego de su conversión al abandono.

## Descubrimiento histórico
Durante inicios de los años 90 la sucursal de Tlatelolco fue abandonada, y una década después demolida, para dar paso a un centro comercial. A finales de 2016 durante las excavaciones de dicho lugar se hizo un decubrimiento histórico sobre la antigua tienda, donde se descubrió un antiguo templo prehispánico dedicado al dios del viento, Ehécatl-Quetazalcóatl, cuenta con 670 años de antigüedad. Tiempo después el centro comercial Plaza Tlatelolco abrió sus puertas a mediados de 2018, también el templo fue abierto al público en el mismo centro comercial como Templo a Ehécatl-Quetazalcóatl, protegido por el INAH.
En dicha tienda también se grabó la película El Zángano de Gaspar Henaine, más conocido como Capulina cuando aún el inmueble era El Centro Mercantil, a finales de los años 60.